# Guerre chrémonidéenne

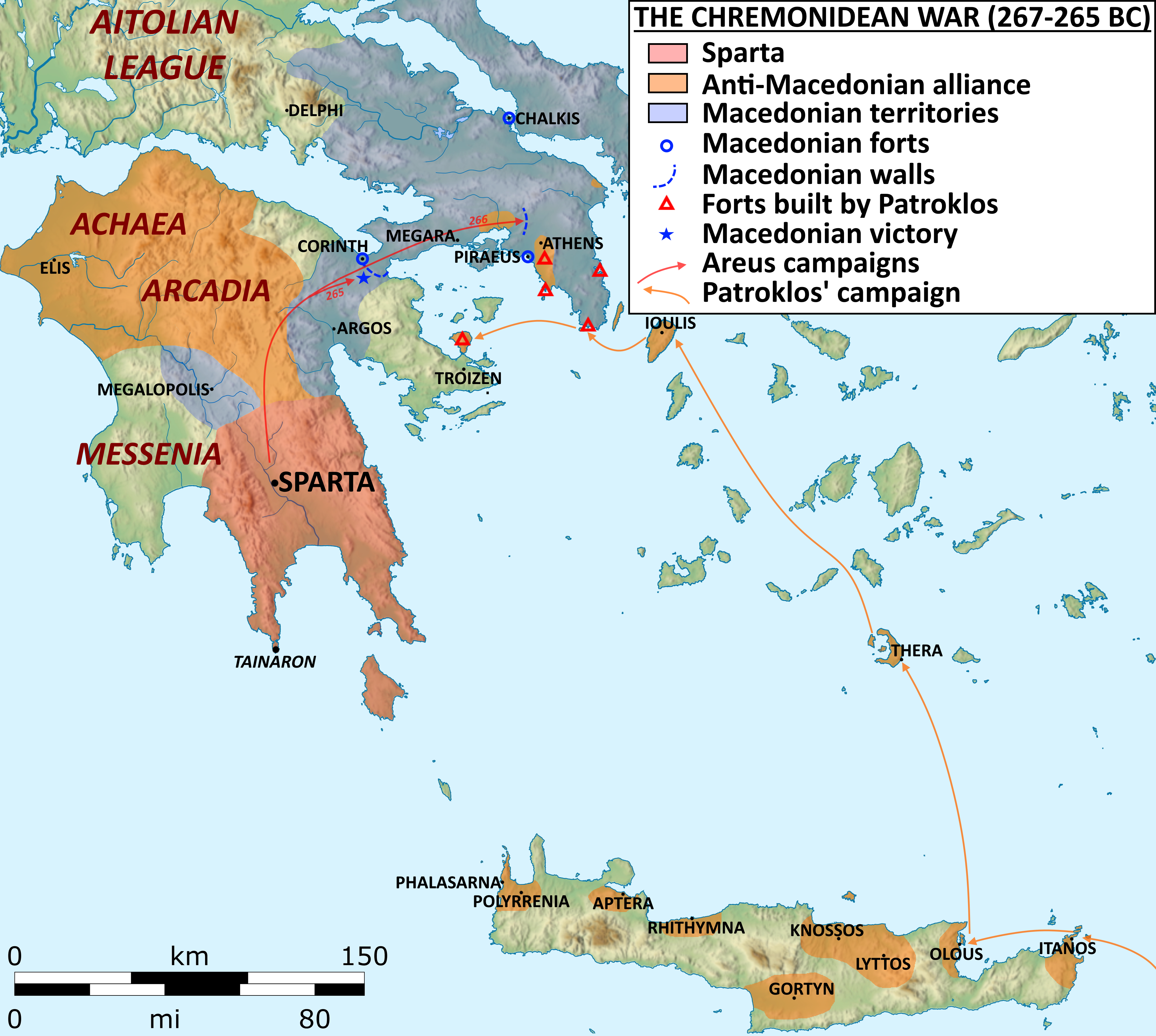
Carte des opérations au début du conflit.

La guerre chrémonidéenne est un conflit qui a lieu de 268 à 261 av. J.-C. Elle a pour élément déclencheur le décret de Chrémonidès (vers 267), qui est une véritable déclaration de guerre contre le royaume de Macédoine d'Antigonos II Gonatas. Celui-ci doit affronter une coalition de cités grecques menée par Athènes et Sparte et soutenue par Ptolémée II. 
La chronologie de cette guerre reste approximative et les opérations sont mal connues. Elle se solde par la défaite d'Athènes et de Sparte et le maintien de l'hégémonie macédonienne sur la Grèce centrale.

## Causes
Après la défaite et la mort de Pyrrhus à Argos en 272 av. J.-C., Antigonos II Gonatas prend définitivement le trône de Macédoine et contrôle également directement ou indirectement, par l'intermédiaire de tyrans acquis à sa cause, une grande partie de la Grèce centrale et du Péloponnèse, notamment grâce à des garnisons macédoniennes situées en Eubée, en Attique, à Démétrias, à Chalcis, au Pirée et surtout à Corinthe où ses garnisons contrôlent le trafic de la route de l'isthme.
En 268, un des chefs du parti anti-macédonien, Chrémonidès, fait voter par l'assemblée un décret établissant une alliance avec Sparte dans le but de chasser les Macédoniens de Grèce. Le texte de ce décret est préservé : ce dernier devait ouvrir les hostilités. Parmi les états coalisés, on ne peut savoir quel est le principal responsable de la guerre. C'est pour cela qu'il faut prendre en considération l'Égypte de Ptolémée II, Sparte du roi Aréus 1er et Athènes pour les origines du conflit. Ce décret montre Athènes agitant la bannière du panhellénisme, puis est évoquée la fraternité d'armes qui unit les Athéniens et Sparte en appelant implicitement aux précédents des guerres médiques de 480 en assimilant Antigone Gonatas à un nouveau Xerxès. Tout en saluant le rôle de Ptolémée II comme garant de la liberté des Grecs, comme a pu l'être son père et prédécesseur. Les Lagides sont par ailleurs des alliés traditionnels des Spartiates. De nombreuses cités rejoignent l'alliance : Élis, Tégée, Mantinée, la Ligue achéenne dans le Péloponnèse, Orchomène et Phigalie en Grèce centrale, et quelques cités crétoises.
Dans cette guerre, les buts des alliés divergent ; Athènes cherche à expulser les garnisons macédoniennes d'Attique et du Pirée et ainsi retrouver sa souveraineté, tandis que Sparte espère réaffirmer son hégémonie sur les cités péloponnésiennes gouvernées par des tyrannies favorables aux Macédoniens. De son côté Ptolémée réagit probablement à la montée en puissance de la flotte d'Antigone Gonatas dans l'Égée. L'opposition à la puissance d'Antigone Gonatas est le dénominateur commun de cette alliance.

## Opérations
Les opérations débutent en 268-267 av. J.-C. Le décret du dème de Rhamnonte pour le stratège d'Epicharès et les fouilles archéologiques menées par des chercheurs américains apportent de nouvelles informations sur les opérations de cette guerre. On apprend par ce décret que des pirates soutinrent le roi de Macédoine et que le stratège ptolémaïque Patrocle aida les Athéniens en Attique. Les fouilles archéologiques sur l'île de Koroni confirment ces propos puisque des restes de campements très fortifiés établis par une armée venue de la mer pour préparer une attaque ont été retrouvés. Parmi ces restes il y a des monnaies de Ptolémée II datant de 267-266 et 265-264, correspondant donc aux dates de ce conflit. On retrouve des traces de troupes ptolémaïques à d'autres endroits en Attique : à Vouliagméni, à Rhamnonte et à Hélioupolis. 
Les Macédoniens détiennent une position clef avec Corinthe sous le commandement de Cratère, demi-frère d'Antigonos II Gonatas et fils de Cratère, un des principaux généraux d'Alexandre le Grand, et sa puissante forteresse, l'Acrocorinthe, qui leur permet de contrôler les relations terrestres entre le Péloponnèse et la Grèce centrale, mais aussi une partie du golfe Saronique à l'est et du golfe de Corinthe à l'ouest. Elle donne l'avantage aux Macédoniens des lignes intérieures entre les deux fronts de la guerre, celui      d'Athènes et celui de Sparte.
Athènes est envahie très rapidement peu après le début des hostilités. Pour arrêter le siège, les Spartiates devaient attaquer l'ennemi de front par Eleusis tandis que Ptolémée prendrait les Macédoniens à revers. Le roi spartiate Areus Ier tente à trois reprises en 267, 266, et 265 de forcer le verrou posé sur l'Isthme, mais il échoue et meurt dans la dernière tentative. Antigone Gonatas mène lui-même son armée en campagne, et après avoir écrasé une révolte de mercenaires galates à Mégare, assiège Athènes. L'ouverture d'un second front au Nord, en Macédoine même, causé par l'invasion du roi Alexandre II d'Épire, le contraint à marcher précipitamment vers le nord en 262, mais sa victoire est aussi complète que rapide sur les Épirotes. Antigone remporte vers 262 une grande victoire navale à Cos contre la flotte lagide. Un doute persiste concernant l'influence de cette bataille navale : la chronologie est peu précise, car la bataille de Cos aurait eu lieu soit en 262, donc à la fin du conflit soit en 255 av J.C. Désormais à la tête d'une puissance flotte de guerre, Antigone peut menacer les possessions de Ptolémée II en Mer Égée. Le siège macédonien d'Athènes dure pratiquement tout le conflit et se termine en 262 av. J.-C. avec la capitulation d'Athènes. Une garnison macédonienne est alors établie dans son centre urbain pour contrôler la cité.

## Conséquences
L'aide apportée par Ptolémée II s'avère insuffisante pour empêcher la victoire totale d'Antigonos II Gonatas. Athènes perd le peu de liberté qui lui restait : l'assemblée voit ses activités réduites, une garnison est installée sur la colline des Muses, qui vient s'ajouter à celles du Pirée et de Mounychie. Un gouverneur macédonien dirige Athènes jusque vers 250 av. J.-C. Les instigateurs du conflit, Chrémonidès et Glaucos, fuient en Égypte lagide. La guerre a néanmoins permis à la Ligue étolienne, observateur neutre des opérations, de poursuivre son expansion vers l'est en Grèce centrale, où elle se pose un rival dangereux pour la Macédoine, et se rapproche des Lagides.